# بیت زایت (اسرائیل)
بیت زایت (به لاتین: Beit Zayit) یک منطقهٔ مسکونی در اسرائیل است که در منطقه آماری ماتیه یهودا واقع شده‌است.